# QTI
QTI (англ. Question and Test Interoperability — уніфіковані запитання і тести) — специфікація консорціуму IMS, що визначає стандартний формат для подання вмісту тестових завдань, оцінки та результатів для підтримання обміну матеріалами між авторськими системами навчання, у самих системах, з ресурсами резервного зберігання, бібліотеками і каталогами.
Практично QTI — це нова мова для формування, зберігання та обробки тестів на основі XML. QTI стандартизує розмітку запитань у форматі XML, систематизує її в тестах і оцінках, додає метадані та пакує все це у ZIP-файл. QTI XML описує не тільки статичні частини запитань, оцінок і тестів (текст, макет, черговість подачі тощо), але і їх динамічну поведінку — наприклад, що робити, коли користувач дає невірну відповідь, коли потрібно щось повідомити, і як підрахувати бали оцінки. Цей процес можна ускладнювати: QTI надає засоби програмування для вирішення цих задач.

## Актуальність
Оскільки автоматизовані системи контролю знань у 80-х роках XX століття почали розвиватися високими темпами, на перший план постало питання про створення мови обміну, що описувала б запитання та завдання. Завданням використання даної мови є надання можливості автору тестового завдання, підготовленого в одній системі, легкого перенесення його в іншу систему. Якісні тестові завдання є трудомісткими для написання та перевірки, тому наявність стандартної мови опису тестових завдань дозволить гарантувати можливість подальшої роботи з ними.

## Принципи побудови стандарту QTI
Стандарт QTI базується на наступних принципах:
- представлення даних з використанням взаємопов'язаних вкладених структур;
- підтримка оброблення відповідей системою тестування;
- в залежності від способу введення відповіді стандарт QTI описує наступні типи тестових завдань: логічний ідентифікатор, використання рядкової або числової змінної для введення відповіді, відслідковування координатного розташування елементів тестового завдання, відслідковування місця натискання клавіші миші;
- підтримка відео і аудіо фрагментів у запитаннях;
- в залежності від способу подання тестових завдань (текст, рисунки тощо) кожний з перелічених типів може містити декілька підтипів; — тести зберігаються у форматі XML і файлів опису DTD (Document Type Definition).

## Функціональні можливості стандарту
При розробленні специфікації QTI основною метою було забезпечення наступних функціональних можливостей:
- здатність забезпечувати банками запитань користувачів незалежно від віртуального середовища навчання, що ним використовується;
- здатність використовувати банки запитань з різних джерел в межах одного віртуального середовища навчання;
- підтримання інструментальних засобів розробки нових банків запитань, причому ці засоби розробки сумісні один з одним;
- здатність формувати і надсилати повідомлення про результати тестів, так щоб їх змогла сприйняти будь-яка сумісна система.

У результаті реалізується можливість подання великої кількості варіантів і форм програмно-дидактичних тестових завдань.
QTI підтримує наступні основні типи тестових запитань:
- відкрите запитання — користувач вводить текст відповіді. Правильна відповідь не визначена;
- твердження істинне/хибне — перемикач вибору між істиною чи хибою, погодженням чи запереченням тощо. Відповідь тотожно визначена;
- закритий — обрання однієї правильної відповіді з 2…10. Відповідь тотожно визначена;
- закритий множинний — обрання декількох правильних відповідей з 2…10. Відповідь тотожно визначена;
- гаряча точка зображення (англ. Image hot spot або HIS) — розташування на графічному символі, що ідентифікований координатами x-y, точки вибору;
- завдання доповнення (або заповнити пропуск) — розташовується відформатований вхід для тексту або цілого, десяткового чи іншого числа, що ідентифікується. Тип відповіді є рядком або числом (цілим, десятковим тощо) відповідно для кожної окремої відповіді;
- повзунок (англ. Slider) — вибір цілого або дійсного числа у заданому діапазоні значень. Тип відповіді — дійсне чи ціле число, або логічний ідентифікатор;
- вибір тексту — ідентифікування тексту з поданого параграфа чи списку. Відповідь — ідентифікований рядок або символ логічного ідентифікатора;
- переміщення об'єкта — перенесення об'єкта у певні місця розташування. Тип відповіді ідентифікується сполученням вихідного об'єкта з цільовими об'єктами;
- встановлення правильної послідовності — перевпорядкування текстів або текстових рядків чи переміщення набору об'єктів у певні місця розташування на сторінці. Відповідь тотожно визначається набором координат x-y або їх логічною групою;
- встановлення відповідності — об'єкти з різних списків повинні бути згруповані разом. Тип відповіді — список з n-елементів з набору підібраних пунктів;
- сполучення точок — впорядковане сполучення набору точок. Тип відповіді — набір координат x-y.

Крім цього, існують складні типи тестових запитань — запитання, у яких користувачу будуть подані два або більше основних типи відповіді.

## Історична довідка
Стандарт Question & Test Interoperability (QTI) почав розроблятися компанією Instructional Management Systems (IMS) у 1999 році для уніфікації та структурування тестових завдань.
Перша специфікація стандарту QTI 1.0 з'явилась у 2000 році і базувалася на мові QML (Questions Markup Language — мова розмітки запитань), розробленій компанією QuestionMark. Ця мова дістала подальший розвиток: QML і далі використовується Questionmark і підтримується для забезпечення зворотної сумісності в таких інструментах, як Adobe Captivate.
З тих пір стандарт поділяється на дві частини: ASI (Assessment, Section, Item — основні структурні одиниці тесту), що описує запитання та їх організацію у тесті та QTI Results Reporting (або QTI Reports), що описує, відповідно, форми запису результатів.
Протягом двох років стандарт уточнювався і удосконалювався і у 2002 році було випущено документ версії 1.2 — найвдалішої у порівнянні з попередніми, що набула найширшого використання.
У 2005 опубліковано перший документ версії QTI 2.0. У другій версії стандарту появилась значна кількість нових типів запитань, мова стала чіткішою, усунено деякі неоднозначності.
У 2012 опублікована документація за версією 2.1.

## Структура формату IMS QTI (вер. 1.2)
Дані про тести у форматі IMS QTI описуються на основі мови XML, кореневим елементом якого є елемент questestinterop. Це своєрідний контейнер для елементів: assessment (тест), section (тема, секція) і item (тестове завдання). Кореневий елемент містить один або декілька елементів assessment (тест), всередині тестів міститься одна чи більше тем і вже теми містять завдання тесту.
Елемент assessment (тест) згідно зі специфікаціями QTI є контейнером для одного тесту. Він повинен містити хоча би один елемент section і може включати метадані, мету тесту, його тривалість, інформацію для учасника тестування після проходження цього тесту тощо.
Елемент section формує логічну структуру тесту шляхом розосередження тестових завдань за секціями (темами). Зазвичай, схожі тестові завдання, групуються і описуються всередині контейнера section.
У структурі елемента item можна виділити п'ять частин:
1. Мета тестування — матеріали для опису цілей.
2. Матеріали для визначення контексту запитання (метадані).
3. Модуль представлення тестового завдання — містить формулювання, варіанти відповіді.
4. Модуль обробки тестового завдання — містить інструкцію з обробки результатів (аналіз і підрахунок балів).
5. Модуль зворотного зв'язку — матеріал для подачі інформації особі, що проходить тестування у вигляді зворотного зв'язку — інструкції, рекомендації або просто результати відповіді на тестове завдання.